# Жила Іван
Жила Іван (рік народження невідомий — ↑1737) — керівник одного з гайдамацьких загонів, запорозький козак.

## Біографія
Створив у Чорному Лісі на річці Цибульнику гайдамацький загін, який діяв проти польської шляхти у Київському воєводстві.
Восени 1736 року Іван Жила спільно з гайдамацькими загонами Матвія Гриви, Медведя, Харка, Іваниці та Рудя здобули укріплені замки в Паволочі і Погребищі, і зруйнували кілька навколишніх шляхетських маєтків.
Загинув у бою з татарами біля Переволочної (тепер затоплена водосховищем Кременчуцької ГЕС).